# La Cité du Grand Juge
The Mind Cage
La Cité du Grand Juge (titre original : The Mind Cage, littéralement : La Cage à esprit) est un roman de science-fiction d'A. E. van Vogt, publié en 1957 par Simon & Schuster.
C'est un développement d'une nouvelle intitulée Le Grand Juge (The Great Judge) parue d'abord en 1948 dans le numéro de juillet de la revue américaine Fantasy Book, puis traduite en français et insérée en 1952 dans le recueil Au-delà du néant.

## Résumé
Dans un monde totalitaire dont le dictateur se fait appeler le « Grand Juge », un scientifique condamné à mort pour « sédition » est l'inventeur d'un appareil capable de transférer l'« esprit » humain d'un corps dans un autre, intervertissant sentiments d'identité, mémoires et personnalités des individus. Il parvient ainsi à se substituer à un personnage haut placé de ses connaissances, le général en chef (Maître de Groupe) de l'Armée venu lui rendre visite, peu après avoir lui-même risqué sa carrière en prenant sa défense. Il s'avère que le Grand Juge agit sous l'emprise d'une machine, le « Cerveau », une intelligence artificielle que le protagoniste principal devra désactiver pour rester en vie.

## Intrigue
L'histoire se déroule au XXIIe siècle en l'an 2140, après un nouveau conflit atomique (le troisième de l'histoire) qui a vu la montée au pouvoir sur une grande partie de la Terre d'un dictateur appelé le Grand Juge et le démantèlement du Cerveau (The Brain), un super-ordinateur dont la mission à l’origine était de protéger l'humanité.
David Marin, chef de groupe des forces armées, risque sa carrière en tentant de prendre la défense de Wade Trask, un scientifique jugé pour sédition parce qu'il préconise des changements dans l'étrange ordre social du groupe et de l'entreprise libre.
Trask est condamné à mort ; cependant la loi lui accorde une semaine de liberté totale avant d’être exécuté. Ayant secrètement mis au point une technique permettant de transférer les personnalités d'un corps à un autre, il « échange son cerveau » avec celui de Marin le lendemain de sa condamnation.
Marin se réveille donc dans le corps de Trask, étiqueté comme ennemi de l'État et se voit confronté une série de problèmes angoissants :
- il doit déguiser le corps de Trask en lui-même ;
- dans la semaine il doit trouver Trask et le retransférer dans son propre corps ou être exécuté ;
- il doit également mener une opération politico-militaire planifiée contre un État voisin, en même temps que la lutte contre le Cerveau, censé avoir été  détruit pendant la guerre et qui se cache en mille endroits ;
- enfin David/Trask tente de retrouver la femme aimée qui lui a été enlevée par le dictateur.

## Personnages
- David Marin: le commandant des forces armées du Grand Juge
- Wade Trask : un scientifique, ingénieur, physicien et expert électronicien de l'organisation Pripp[n 1].
- Oscar Podrage : le chef du Centre de l'Amérique du Nord
- Medellin : le président du Conseil des gouverneurs
- Edmund Slater
- Ivan Prokov, « mieux connu comme Le Grand Juge » : le dirigeant (immortel ?) de l'État mondial. On soupçonne que l'immortalité lui a été donnée par le Cerveau.
- Le Cerveau : une intelligence artificielle. Il a été accusé d'avoir déclenché les guerres mondiales et est soupçonné de s'être échappé dans un vaisseau spatial

## Réception
Dans le numéro de septembre 1958 du magazine Galaxy Science Fiction Floyd C. Gale écrit : 
« Van Vogt, master of the tortuous plot, goes through torture to prove it ... [he] still is highly imaginative and his patented jig-saw puzzles are good fun, even though pieces persistently remain missing »
« Van Vogt est le maître de l'intrigue tortueuse et se torture pour le prouver ... [il] fait comme toujours preuve d'une grande imagination et ses puzzles nous font passer un bon moment, même si à la fin il manque toujours des pièces »
.

## Histoire éditoriale
L'ensemble des éditions du roman dans sa langue originale et dans ses différentes versions traduites est recensée sur le site anglophone de l'Internet Speculative Fiction Database (IDSFDB).

### Éditions anglophones
Une première version de l'histoire est publiée sous forme de nouvelle dans le numéro de juillet 1948 du magazine Fantasy Book sous le titre : The Great Judge. Van Vogt va par la suite étoffer et développer l'intrigue pour en faire un roman intitulé The Mind Cage (littéralement : la Cage à esprit) publié pour la première fois en 1957 par Simon et Schuster et réédité par la suite à de nombreuses reprises :
- (en) A. E. van Vogt (ill. H. Marcellin), The Mind Cage, New York, Simon & Schuster, 1957, 220 p.
- (en) A. E. van Vogt (ill. Art Sussman), The Mind Cage, New York, Avon Publications, Inc., 1958, 191 p.

### Traductions
En français
- A. E. van Vogt (trad. Michel Deutsch), La Cité du Grand Juge, Denoël, coll. « Présence du futur » (no 24), 1958 (présentation en ligne sur le site NooSFere)

Le livre a ensuite été réédité huit fois par le même éditeur, jusqu'en 1993. Le texte de la quatrième de couverture change à partir de la quatrième édition de 1977, date à partir de laquelle la couverture est illustrée. Les illustrateurs de la couverture sont successivement : Christian Freund (1977, 1980, 1982 et 1985), Frank van Al Der Werelt (1990) et Mandy (1993).
En italien
- Nouvelle

Une traduction italienne de Luigi Cozzi intitulée de manière fidèle à la version originale Il Grande Giudice (Le Grand Juge) est publiée en 1965 par la maison d'édition La Tribuna avec l'anthologie L'altare a mezzanotte. 50 racconti di fantascienza (Cinquante courts récits de science-fiction, 1963), dans le volume n° 5 II série [16] de la série Science Fiction Book Club.
Une deuxiüme traduction de G. P. Sandri est publiée par Armenia Editore dans l'anthologie  Il meglio di A. E. Van Vogt. Una grande antologia personale. 12 racconti (The Best of A. E. Van Vogt, 1974), en 1978 dans le volume n° 9 de la série Robot Speciale et en 1980 dans le volume n° 17 de la série Raccolta Robot.
Enfin, en juin 1988, une troisième traduction de Daniela Galdo intitulée Lo scambio (L'Échange) est publiée par Fanucci Editore dans le troisième volume de la série Science Fiction Library, dans le cadre de l'anthologie personnelle intitulée The Timeless House.
- Roman

Sa première traduction italienne, réalisée par Gemma Bianchi, est publiée par Mondadori dans la série Urania, en 1958 dans le volume n° 191 et en 1969 dans le volume n° 519, puis en 1979 dans le volume n° 15 de la série Millemondi intitulé Millemondiestate 1979 : Tre romanzi completi di Alfred E. Van Vogt et enfin en 1989 dans le volume n° 152 de la série Classici Urania.
Une deuxième traduction due à Emanuela Galimberti est publiée en 1982 par Libra Editrice dans le volume n. 66 de la série I Classici della Fantascienza ; une traduction de Marta Simonetti a été publiée en 1989 par Fanucci Editore dans le volume n. 28 de la série Biblioteca di Fantascienza ; une traduction de Luigi Cozzi a est publiée en 1994 par Compagnia del Fantastico, Gruppo Newton dans le volume n. 13 de la série Il Fantastico Economico Classico.
en allemand
- (de) A. E. van Vogt (trad. Jesco von Puttkamer, ill. Rolf Illert et Wolfgang Felsch), Das andere Gesicht, Dörnersche Verlagsgesellschaft, 1959, 270 p.. Le titre signifie littéralement : L'Autre visage.

En roumain
- (ro) A. E. van Vogt (trad. Cristina Duță), Imperiul Marelui Judecător, Rao, 1994, 240 p. (ISBN 973-9164-13-7). Le titre signifie littéralement : L'Empire (et non la cité) du Grand Juge.